# The Quicksands
The Quicksands er en amerikansk stumfilm fra 1914 af Christy Cabanne.

## Medvirkende
- Courtenay Foote.
- Lillian Gish.
- Fay Tincher.
- Douglas Gerrard.
- Bob Burns.